# Изяслава
Изясла́ва — приёмная дочь князя волынского Владимира Васильковича.
Николай Михайлович Карамзин называет её «русской княжной». Владимир не имел детей от своей супруги, Ольги Романовны, и взял Изяславу у её матери ещё «в пеленах».
Перед смертью он проявил особенно нежную заботу о будущем своего приёмыша. Пригласив к себе племянника, князя луцкого Мстислава Даниловича, которому хотел завещать свой удел, Владимир заставил его целовать крест, в том числе и о том, что тот не отдаст Изяславу ни за кого против её воли. Дальнейшая судьба Изяславы неизвестна.